# Филипп (антипапа)
Фили́пп (лат. Philip; ? — 31 июля 769) — антипапа, монах из монастыря Св. Вита на Эсквилине, назначенный на должность папы лангобардцами и правивший всего один день (31 июля 768 года). После того, как церковные иерархи отказались признать его, а римская партия взялась за оружие, Филипп немедленно вернулся (или был выслан) обратно в свой монастырь, однако через год все равно был приговорён к смерти при папе Стефане III.